# Conistra obscura
Conistra obscura är en fjärilsart som beskrevs av Bang-haas. Conistra obscura ingår i släktet Conistra och familjen nattflyn. Inga underarter finns listade i Catalogue of Life.